# بانک برنبرگ
بانک برنبرگ (به آلمانی: Berenberg Bank) مؤسسه مالی و بانکداری آلمانی است، که طیف وسیعی از خدمات بانکی شامل: بانکداری خرد، بانکداری اختصاصی، بانکداری شرکتی، بانکداری سرمایه‌گذاری، مدیریت سرمایه‌گذاری و خدمات بیمه را ارائه می‌نماید.
بانک برنبرگ در سال ۱۵۹۰ توسط هانس و پال برنبرگ راه‌اندازی شد و در حال حاضر قدیمی‌ترین بانک جهان می‌باشد که کماکان به فعالیت خود ادامه می‌دهد.
شعبه مرکزی این بانک در شهر هامبورگ، آلمان قرار دارد و اکثریت سهام آن در اختیار خانواده برنبرگ می‌باشد.

## نگارخانه

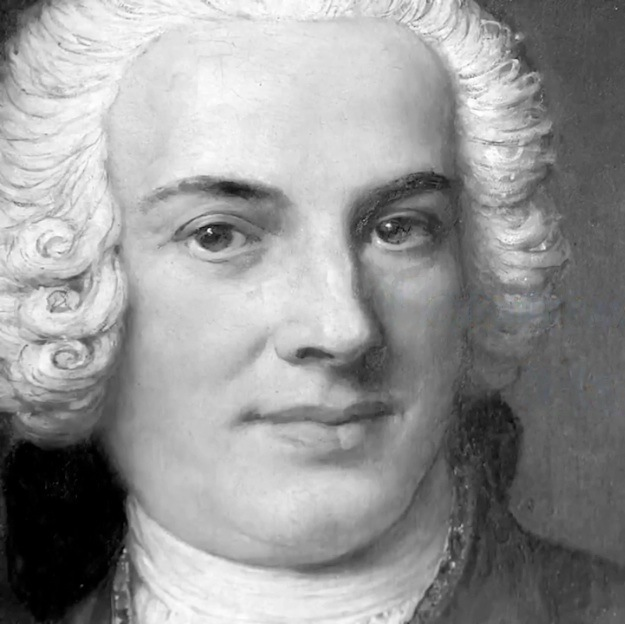
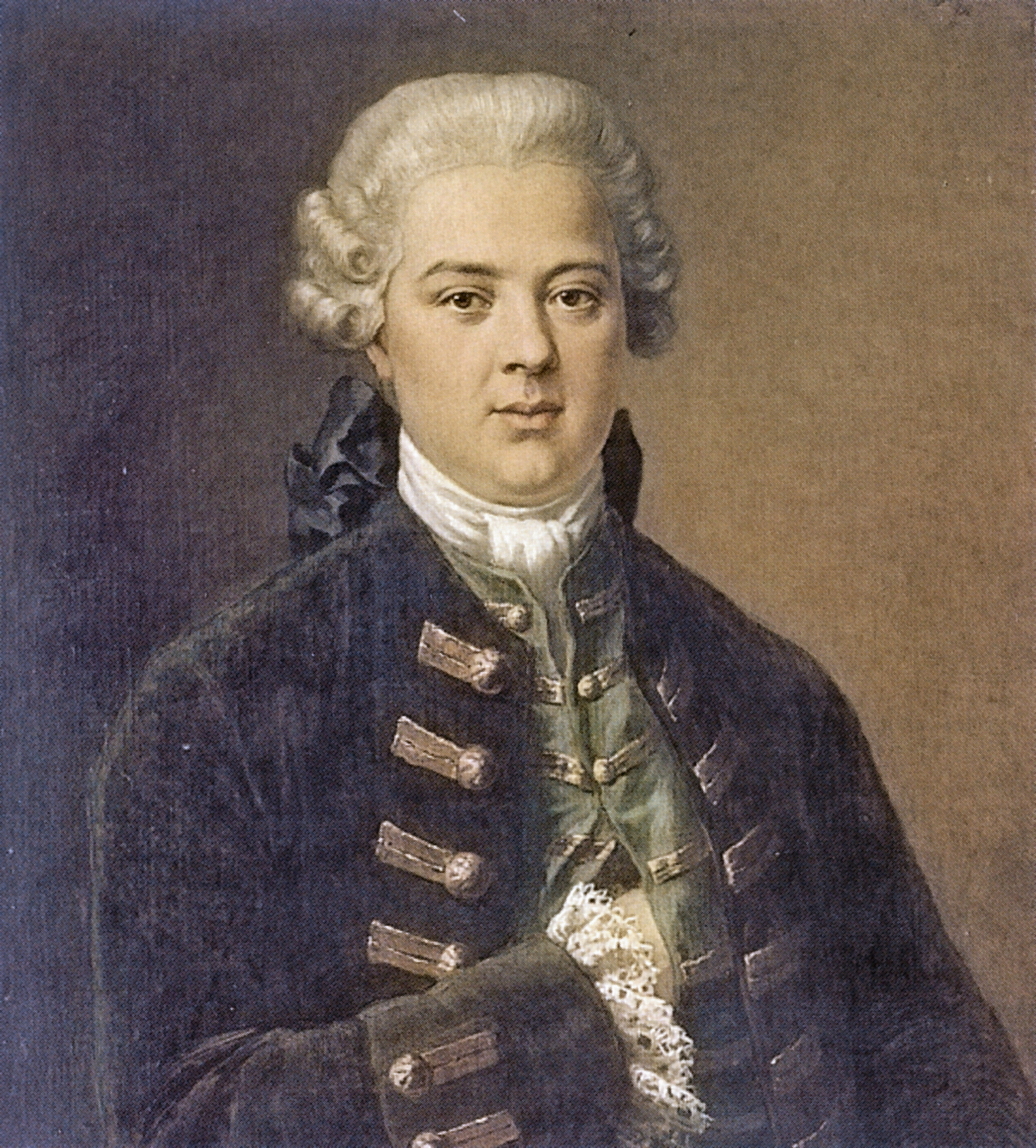
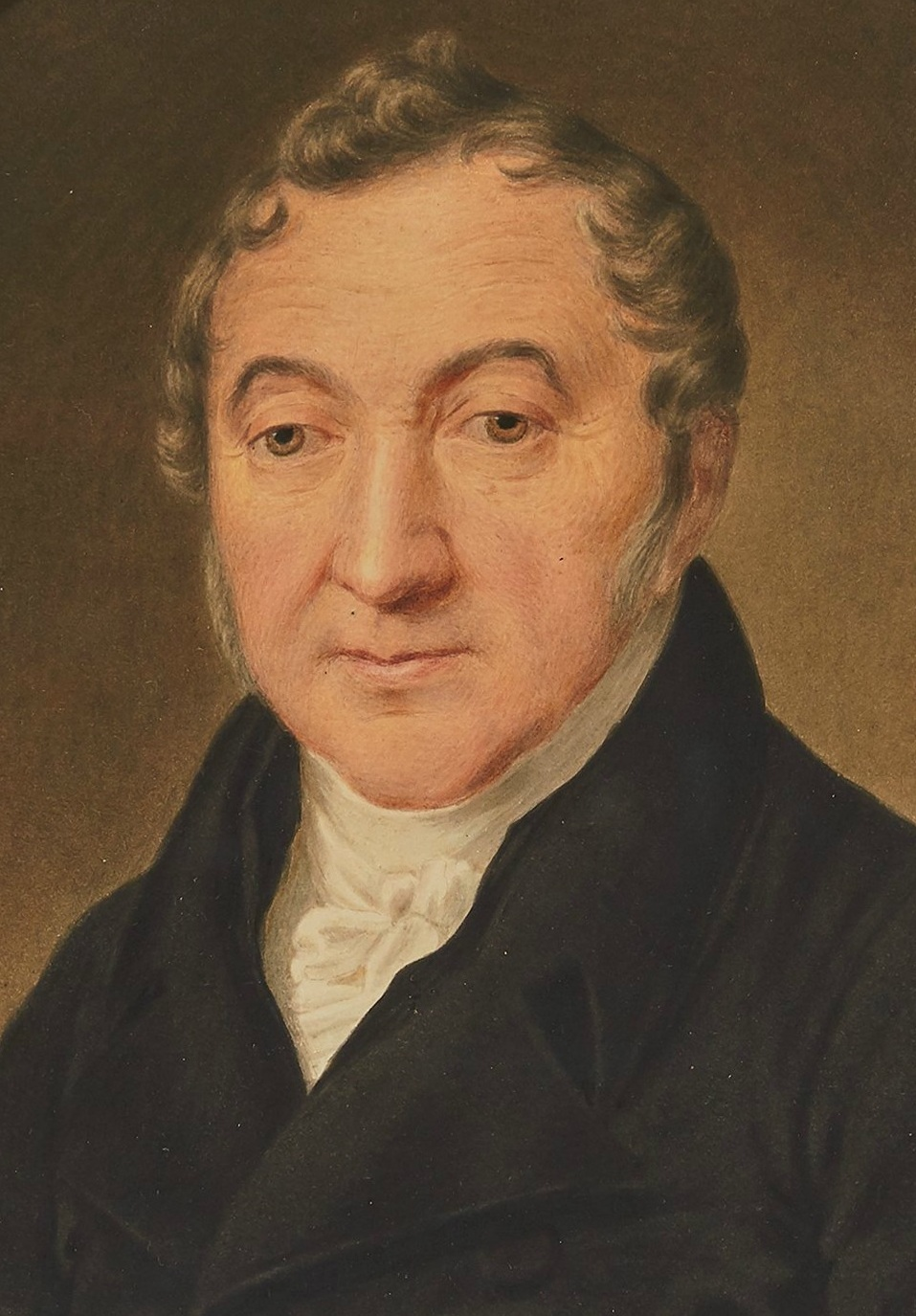